# Virginia Guerrini

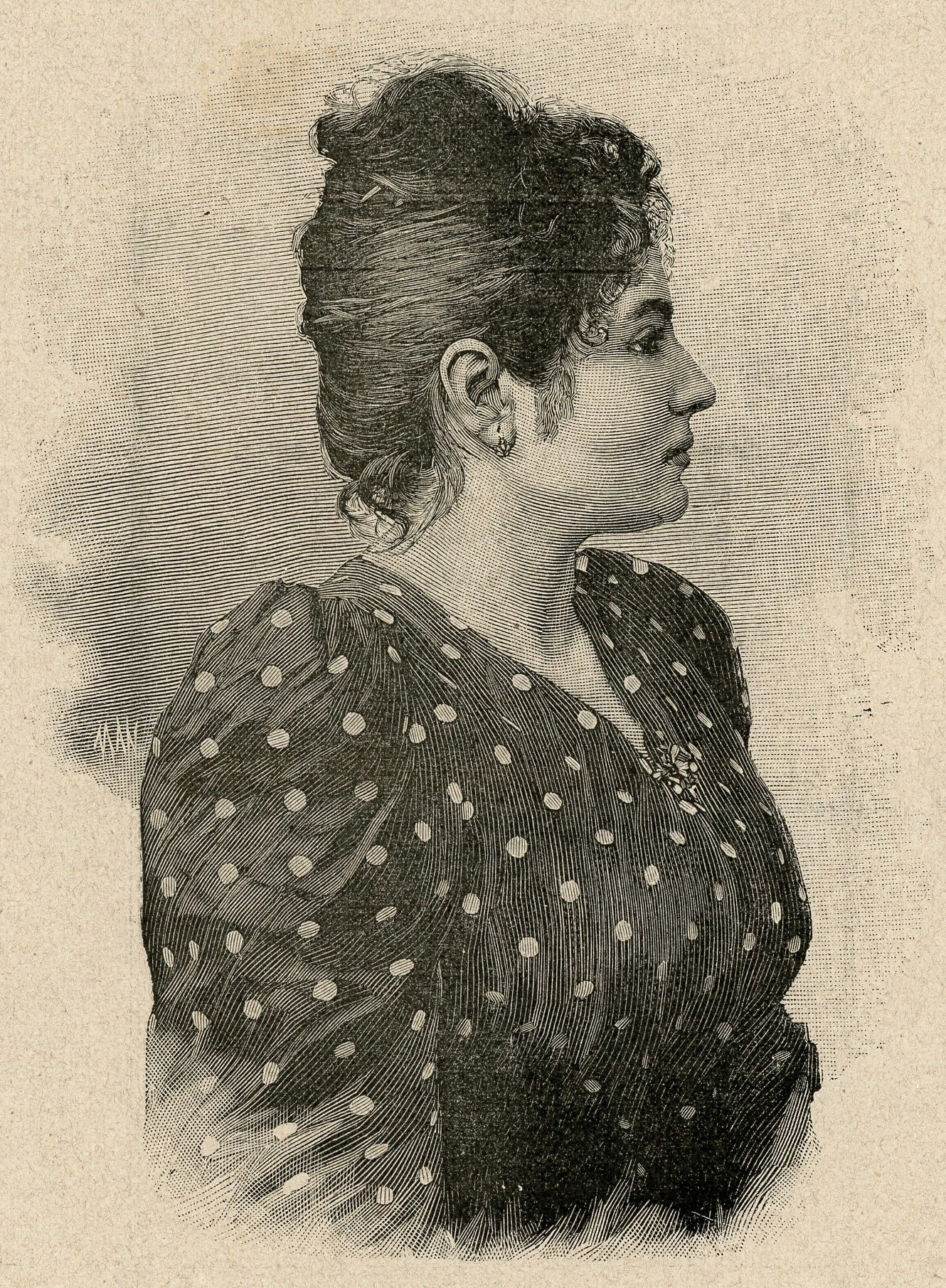
Virginia Guerrini, che sostiene la parte di Meg, nel Falstaff di Verdi (xilografia).

Virginia Guerrini (Brescia, 20 febbraio 1871 – Brescia, 26 febbraio 1948) è stata un mezzosoprano italiano.

## Carriera
Debuttò al Teatro Garibaldi di Treviso, come Elsa in Lohengrin di Wagner nel 1889.
Negli anni seguenti debuttò al Teatro Verdi di Trieste come Laura nella Gioconda di Ponchielli, al Teatro Dal Verme di Milano come Adalgisa nella Norma di Bellini, al Liceu di Barcellona come Ortrud in Lohengrin, e al Teatro Regio di Torino come Liboria in Asrael di Franchetti il 28 dicembre 1890.
Nel 1892 la Guerrini debuttò alla Scala come Adalagisa. Alla Scala creò i ruoli di Afra nella Wally di Catalani (1892) e di Meg Page in Falstaff (1893). Altri ruoli che cantò alla Scala includono Anacoana e Iguamota in Cristoforo Colombo di Franchetti, Emilia in Otello, Nefte nel Figliuol prodigo di Ponchielli. Recitò nei maggiori teatri d'opera in Sud America, Russia, Germania, Spagna e Portogallo.
Dopo il ritiro dalle scene nel 1925, insegnò canto nella città natale, dove morì nel 1948.
Aveva una voce dal «timbro pieno e smagliante e di volume formidabile» e un registro molto esteso, che le consentì di interpretare una grande varietà di ruoli, anche di contralto e soprano.

## Ruoli creati
- Afra ne La Wally di Catalani (20 Gennaio 1892, Milano)
- Mrs Meg Page in Falstaff di Verdi (9 Febbraio 1893, Milano)